# Павле Игновски
Павле Игновски с псевдоним Секула (на македонска литературна норма: Павле Игновски - Секула) е югославски партизанин и деец на комунистическата съпротива във Вардарска Македония.

## Биография
Роден е на 2 ноември 1921 година във велешкото село Крайници. Между 1942 и 1943 година е партизанин последователно във Велешкия народоосвободителен партизански отряд „Пере Тошев“, Велешко-прилепския народоосвободителен партизански отряд „Димитър Влахов“, Тиквешкия народоосвободителен партизански отряд „Добри Даскалов“, Народоосвободителен батальон „Страшо Пинджур“, както и във Втори батальон на трета оперативна зона на НОВ и ПОМ. През 1944 година преминава от командир на чета до командир на бригада съответно във втора, пета, седма и девета македонска ударни бригади. От 2 септември 1944 до 25 декември 1944 е заместник-командир на осма македонска ударна бригада  След Втората световна война става народен представител в Събранието на Социалистическа република Македония. Носител на Партизански възпоменателен медал 1941 година.